# Karl Pruter
Karl Hugo Pruter, właściwie Hugo Rehling Prüter (ur. 3 lipca 1920, zm. 18 listopada 2007) – amerykański duchowny, pisarz, episcopus vagans, założyciel i biskup Chrystusowego Kościoła Katolickiego.

## Życiorys
Urodzony w rodzinie luterańskiej w Poughkeepsie jako Hugo Rehling Strongmiller. Wychował się w środowisku niemieckich emigrantów w Pensylwanii. Po zamążpójściu matki przyjął nazwisko ojczyma. Studiował kolejno na: Northeastern University (licencjat), Lutheran Theological Seminary at Philadelphia (magister teologii), Roosevelt University (magister pedagogiki) i Boston University (magister historii).
W latach 1945–1963 minister Chrześcijańskich Zborów Kongregacjonalistów, które w 1957 wraz z Kościołem Ewangelickim i Reformowanym utworzyły Zjednoczony Kościół Chrystusa. Oponent tej unii kościelnej. Zrezygnował z funkcji pastora, wyjechał do Niemiec, gdzie pracował jako nauczyciel. W tym czasie odszedł formalnie od kongregacjonalistów i związał się z niezależnym ruchem sakramentalnym (ISM). Wpływ na jego decyzję miała podróż po krajach Europy i zetknięcie się tam ze starokatolicyzmem.
Po powrocie z Republiki Federalnej Niemiec, poszukując swojego miejsca w Kościele, nawiązał w 1965 roku kontakt z niekanonicznym arcybiskupem prawosławnym, Peterem Andreasem Zhurawetzkym, który najpierw wyświęcił go na księdza, a kilka lat później konsekrował  na biskupa. Karl Pruter mieszkał w tym czasie w Bostonie i zorganizował misję starokatolicką w dzielnicy Back Bay. Po usamodzielnieniu się spod jurysdykcji Petera Zhurawetzky'ego przeniósł swoją siedzibę do indiańskiej osady Zuni. Poza duszpasterstwem, podjął działalność pisarską oraz publicystyczną. Założone przez niego St. Willibrord's Press stało się głównym amerykańskim wydawnictwem zajmującym się tematyką starokatolicyzmu oraz niezależnym ruchem sakramentalnym. Do jego najważniejszych publikacji należy almanach The Directory of Autocephalous Bishops of the Apostolic Succession, w którym zostały zebrane informacje o biskupach wagabundach (episcopi vagantes) oraz ich liniach sukcesji apostolskiej.
Karl Pruter od lat osiemdziesiątych XX wieku mieszkał w miasteczku Highlandville, gdzie obok swojego domu zbudował kapliczkę z ołtarzem do sprawowania liturgii. W 1984 roku budynek ten znalazł się w Księdze Rekordów Guinessa jako najmniejsza katedra na świecie.